# Élections législatives vanuataises de 2008
Des élections législatives eurent lieu au Vanuatu le 2 septembre 2008. Il s'agissait d'élire les 52 membres du Parlement, avec un mandat de quatre ans.

## Campagne et élections
Le Daily Post, journal vanuatais, rapporta que l'actuelle coalition gouvernementale du Vanua'aku Pati (Parti de notre terre) et du Parti national unifié risquait de se scinder au lieu de présenter des candidats communs -ce qui fut en effet le cas. Ces deux partis devaient toutefois se soutenir l'un l'autre lorsqu'ils ne présentaient pas tous deux des candidats dans la même circonscription.
Le Parti progressiste mélanésien annonça qu'il déposait un recours contestant la validité constitutionnelle d'une loi électorale qui permettrait, selon lui, à certains électeurs de voter dans deux circonscriptions. Le parti souhaitait que l'élection soit reportée, et qu'elle n'ait pas lieu avant qu'un verdict soit énoncé à ce sujet. L'officier électoral principal, Martin Tete, confirma toutefois que les élections auraient bien lieu le 2 septembre.
L'élection ayant eu lieu, les résultats ne furent pas annoncés avant plusieurs jours. D'après les premières estimations, aucun parti ne devançait clairement les autres, mais le Vanua'aku Pati paraissait avoir obtenu le plus de sièges. Il était certain qu'aucun parti n'obtiendrait une majorité absolue au parlement, et qu'un gouvernement de coalition serait donc nécessaire.

## Résultats

### Résultats d'ensemble
Le Vanua'aku Pati remporta dix sièges, plus que tout autre parti, et son dirigeant, Edward Natapei, semblait donc certain d'accéder au poste de premier ministre. Il forma une coalition avec le Parti national uni, et il est probable que le premier ministre sortant, Ham Lini, devienne vice-premier ministre au sein du nouveau gouvernement.
L'Union des partis modérés et le Parti républicain de Vanuatu obtinrent chacun sept sièges.
Natapei affirma avoir formé une coalition réunissant trente-trois députés. Néanmoins, Maxime Carlot Korman, dirigeant du Parti républicain de Vanuatu, déclara peu après lui aussi qu'il avait forgé une coalition avec une majorité de députés, relançant ainsi les incertitudes quant au futur gouvernement.
Edward Natapei fut finalement élu premier ministre par le Parlement le 22 septembre, avec 28 voix contre 24 pour Maxime Carlot Korman (ou 27 contre 25, selon les sources),,.

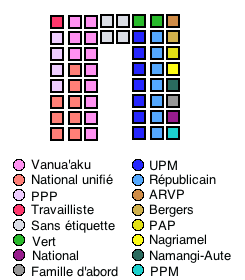
Composition du Parlement issu de ces élections.

| Partis ou coalitions                                           | Votes  | %      | Sièges |
| -------------------------------------------------------------- | ------ | ------ | ------ |
| Vanua'aku Pati                                                 | 9,743  | 24.23  | 11     |
| Parti national unifié                                          | 6,296  | 15.66  | 8      |
| Union des partis modérés                                       | 5,329  | 13.26  | 7      |
| Parti républicain de Vanuatu                                   | 4,675  | 11.63  | 7      |
| Indépendants                                                   | 3,723  | 9.26   | 4      |
| Parti progressiste populaire                                   | 1,978  | 4.92   | 4      |
| Confédération des Verts Vanuatu                                | 1,384  | 3.44   | 2      |
| Parti travailliste du Vanuatu                                  | 1,381  | 3.44   | 1      |
| Parti des agriculteurs républicains de Vanuatu pour le progrès | 837    | 2.08   | 1      |
| Parti de l'Alliance des Bergers                                | 829    | 2.06   | 1      |
| Parti progressiste mélanésien                                  | 799    | 1.99   | 1      |
| Parti de l'action populaire                                    | 795    | 1.98   | 1      |
| Parti la famille d'abord                                       | 730    | 1.82   | 1      |
| Namangi Aute                                                   | 644    | 1.60   | 1      |
| Nagriamel                                                      | 546    | 1.36   | 1      |
| Parti national de Vanuatu                                      | 514    | 1.28   | 1      |
| Total                                                          | 40,203 | 100.00 | 52     |

### Résultats par circonscription
Les résultats sont les suivants.
Ambae : 3 députés
| Candidat           | Parti | Parti              | Voix | % | Résultat      |
| ------------------ | ----- | ------------------ | ---- | - | ------------- |
|                    |       |                    |      |   |               |
| Peter Vuta         |       | PAP                | 795  |   | réélu         |
| James Bule         |       | PNU                | 676  |   | réélu         |
| James Ngwango      |       | PPP                | 380  |   | élu           |
| Dickinson Vusilai  |       | VP                 | 345  |   | sortant battu |
| Fred Tari          |       | sans étiquette     | 318  |   |               |
| Steven Tahi        |       | Nagriamel          | 294  |   |               |
| Edmond Hoke        |       | Nagriamel          | 282  |   |               |
| Jacob Mata         |       | VP                 | 277  |   |               |
| Manley Tariliu     |       | PPM                | 221  |   |               |
| John Colwick Tari  |       | Verts              | 175  |   |               |
| Jenny Ligo         |       | sans étiquette     | 165  |   |               |
| Jacques Sésé       |       | UPM                | 163  |   |               |
| Manasseh Tari      |       | VP                 | 163  |   |               |
| Barnabas Bani      |       | ACN                | 157  |   |               |
| Ridley Tari        |       | PNV                | 123  |   |               |
| Manuel Tari        |       | PPP                | 104  |   |               |
| Garae Reynolds Toa |       | sans étiquette     | 96   |   |               |
| Willie Toa         |       | Parti travailliste | 39   |   |               |
| Moffet Mele Biti   |       | Parti républicain  | 24   |   |               |

Ambrym : 2 députés
| Candidat          | Parti | Parti                                     | Voix | % | Résultat |
| ----------------- | ----- | ----------------------------------------- | ---- | - | -------- |
|                   |       |                                           |      |   |          |
| Jossie Masmas     |       | Parti républicain                         | 618  |   | réélu    |
| Raphael Worwor    |       | UPM                                       | 515  |   | réélu    |
| Maki Simelum (en) |       | sans étiquette                            | 485  |   |          |
| Douglas Tangtang  |       | PPP                                       | 447  |   |          |
| Job Sailas        |       | sans étiquette                            | 313  |   |          |
| Daniel Tinning    |       | VP                                        | 272  |   |          |
| Bill Willie       |       | sans étiquette                            | 262  |   |          |
| George Bumseng    |       | sans étiquette                            | 180  |   |          |
| Elie Bonglibu     |       | UPM                                       | 158  |   |          |
| Josiah Bakon      |       | PAP                                       | 157  |   |          |
| Laurent Leingkone |       | Mouvement coutumier tomburin              | 69   |   |          |
| Elsie Savei       |       | Mouvement des chefs                       | 60   |   |          |
| Naros Williamson  |       | Parti travailliste                        | 49   |   |          |
| Robert Batick     |       | Parti pour la protection de la démocratie | 2    |   |          |

îles Banks et Torrès : 2 sièges
| Candidat            | Parti | Parti                        | Voix | % | Résultat      |
| ------------------- | ----- | ---------------------------- | ---- | - | ------------- |
|                     |       |                              |      |   |               |
| Thomas Sawon        |       | PNU                          | 737  |   | élu           |
| Dunstan Hilton      |       | PPP                          | 654  |   | réélu         |
| Eric Shedrac        |       | PNU                          | 598  |   | sortant battu |
| Wona Jack Armstrong |       | sans étiquette               | 534  |   |               |
| Joseph Laloyer      |       | PNV                          | 484  |   |               |
| Paul Demmet         |       | PPP                          | 438  |   |               |
| Stanley Reginold    |       | UPM                          | 219  |   |               |
| Sikir Sam Blondell  |       | sans étiquette               | 119  |   |               |
| Basil Hopkins       |       | Union du Front de Libération | 80   |   |               |
| Christina Lorence   |       | VP                           | 79   |   |               |
| Dunstan Tula        |       | Parti républicain            | 63   |   |               |
| Frederick Marau     |       | sans étiquette               | 61   |   |               |
| David Leroux        |       | Verts                        | 44   |   |               |
| Ron Victor          |       | PAP                          | 27   |   |               |
| Derek Lulum Vanva   |       | PPM                          | 14   |   |               |

Éfaté : 4 députés
| Candidat            | Parti | Parti                                                  | Voix  | % | Résultat      |
| ------------------- | ----- | ------------------------------------------------------ | ----- | - | ------------- |
|                     |       |                                                        |       |   |               |
| Joshua Kalsakau     |       | Parti travailliste                                     | 1 381 |   | réélu         |
| Bakoa Kaltonga      |       | VP                                                     | 1 208 |   | élu           |
| Alfred Carlot       |       | Parti républicain                                      | 959   |   | élu           |
| Roro Sambo          |       | PNU                                                    | 803   |   | réélu         |
| Pierre Nudumuri     |       | ACN                                                    | 748   |   |               |
| Steven Kalsakau     |       | UPM                                                    | 735   |   | sortant battu |
| Jimmy Tasong        |       | Parti républicain                                      | 641   |   |               |
| Barak Sopé          |       | PPM                                                    | 603   |   | sortant battu |
| Jack Norris Kalmet  |       | Union du Mouvement démocrate pour la Vie et la Coutume | 516   |   |               |
| Jimmy Matai         |       | PNV                                                    | 460   |   |               |
| James Kalosal       |       | Verts                                                  | 373   |   |               |
| Reuben Seru         |       | Famille d'abord                                        | 287   |   |               |
| Louis Carlot        |       | VP                                                     | 260   |   |               |
| Michael Daniel      |       | VP                                                     | 247   |   |               |
| Kalopa Kalpukai     |       | sans étiquette                                         | 195   |   |               |
| Kalsong Harryman    |       | Parti pour la protection de la démocratie              | 192   |   |               |
| David Walker        |       | Parti pour la protection de la démocratie              | 188   |   |               |
| Jim Wabaiat Johnson |       | Mouvement coutumier tomburin                           | 180   |   |               |
| Gilbert Izono       |       | UPM                                                    | 178   |   |               |
| Robert Tasaruru     |       | sans étiquette                                         | 161   |   |               |
| Ova Kalorongo       |       | sans étiquette                                         | 157   |   |               |
| Jerry Daniel        |       | PPM                                                    | 152   |   |               |
| Mark Bethel         |       | sans étiquette                                         | 149   |   |               |
| Charlie Kalpoi      |       | sans étiquette                                         | 139   |   |               |
| Malas Sopé          |       | Verts                                                  | 122   |   |               |
| Claude Kalsakau     |       | PNV                                                    | 115   |   |               |
| Eddie Silas         |       | sans étiquette                                         | 104   |   |               |
| Taiwia Rafei        |       | sans étiquette                                         | 86    |   |               |
| Kalfau Esley        |       | PNU                                                    | 85    |   |               |
| Meles Kalosa        |       | Mouvement des chefs                                    | 81    |   |               |
| Martin Manses       |       | sans étiquette                                         | 73    |   |               |
| Bill Kalpoi         |       | sans étiquette                                         | 63    |   |               |
| Joseph Malakai      |       | PPP                                                    | 58    |   |               |
| Joseph Obed         |       | sans étiquette                                         | 53    |   |               |
| Amos Toufau         |       | Famille d'abord                                        | 50    |   |               |
| Peris Kalopong      |       | sans étiquette                                         | 40    |   |               |
| Emil Mael           |       | Mouvement coutumier tomburin                           | 38    |   |               |
| Otto Norman         |       | sans étiquette                                         | 35    |   |               |
| Samson Sam          |       | Parti chrétien                                         | 30    |   |               |
| Charley Tugon       |       | sans étiquette                                         | 15    |   |               |

Épi : 2 députés
| Candidat        | Parti | Parti                 | Voix | % | Résultat        |
| --------------- | ----- | --------------------- | ---- | - | --------------- |
|                 |       |                       |      |   |                 |
| Leinavo Tasso   |       | sans étiquette        | 573  |   | réélu           |
| Isaac Hamarliu  |       | PNV                   | 514  |   | élu             |
| Isabelle Donald |       | VP                    | 376  |   | sortante battue |
| Jack Mowa       |       | PNU                   | 357  |   |                 |
| Korah Benjimen  |       | sans étiquette        | 319  |   |                 |
| Philip Tassa    |       | Parti républicain     | 272  |   |                 |
| Keliu Oraka     |       | UPM                   | 115  |   |                 |
| Sam Obed        |       | Parti travailliste    | 79   |   |                 |
| Richard David   |       | Alliance des Bergers  | 71   |   |                 |
| David Suma      |       | Verts                 | 57   |   |                 |
| Ioane Simon     |       | sans étiquette        | 40   |   |                 |
| David Karie     |       | Alliance mélanésienne | 1    |   |                 |

Erromango / Aniwa / Futuna / Anatom : 1 député
| Candidat      | Parti | Parti                 | Voix | % | Résultat      |
| ------------- | ----- | --------------------- | ---- | - | ------------- |
|               |       |                       |      |   |               |
| Ture Kailo    |       | VP                    | 816  |   | élu           |
| Thomas Nentu  |       | sans étiquette        | 319  |   | sortant battu |
| Masel Wilson  |       | PNU                   | 304  |   |               |
| James Silas   |       | Parti travailliste    | 192  |   |               |
| John Mete     |       | ACN                   | 112  |   |               |
| Helen Naupa   |       | Alliance mélanésienne | 81   |   |               |
| James Yaviong |       | PPP                   | 76   |   |               |

Luganville : 2 députés
| Candidat            | Parti | Parti                                     | Voix  | % | Résultat |
| ------------------- | ----- | ----------------------------------------- | ----- | - | -------- |
|                     |       |                                           |       |   |          |
| George Wells        |       | PNU                                       | 1 148 |   | réélu    |
| Dominique Morin     |       | Parti républicain                         | 708   |   | élu      |
| Sam Toa             |       | sans étiquette                            | 471   |   |          |
| Roy Wilson          |       | PNV                                       | 458   |   |          |
| John Batick Bong    |       | sans étiquette                            | 399   |   |          |
| Team Johnson        |       | UPM                                       | 360   |   |          |
| Virah Jeremiah      |       | PAP                                       | 334   |   |          |
| Nathan Dick         |       | Nagriamel                                 | 286   |   |          |
| Gaspard Moli Palaud |       | Mouvement populaire                       | 253   |   |          |
| Ruth Moese          |       | sans étiquette                            | 194   |   |          |
| Raphael Yeoye       |       | Famille d'abord                           | 191   |   |          |
| John Timothy        |       | Verts                                     | 151   |   |          |
| John Morsen Willie  |       | VP                                        | 149   |   |          |
| Mano Micah          |       | PPM                                       | 138   |   |          |
| Camillo Sekeme      |       | Parti pour la protection de la démocratie | 75    |   |          |
| Avock Esau          |       | sans étiquette                            | 66    |   |          |
| George Meltek Rory  |       | Mouvement des chefs                       | 60    |   |          |
| Paul Hakwa          |       | PPP                                       | 50    |   |          |
| Pierre Malamlaen    |       | Parti travailliste                        | 48    |   |          |
| Elizabeth Sihos     |       | sans étiquette                            | 27    |   |          |

Maéwo : 1 député
| Candidat        | Parti | Parti     | Voix | % | Résultat |
| --------------- | ----- | --------- | ---- | - | -------- |
|                 |       |           |      |   |          |
| Philip Boedoro  |       | VP        | 664  |   | réélu    |
| Jonas Cullwick  |       | PNU       | 623  |   |          |
| Santus Wari     |       | UPM       | 330  |   |          |
| Jonah Toakanase |       | Nagriamel | 68   |   |          |

Malekula : 7 députés
| Candidat               | Parti | Parti                                     | Voix | % | Résultat      |
| ---------------------- | ----- | ----------------------------------------- | ---- | - | ------------- |
|                        |       |                                           |      |   |               |
| Esmon Saimon           |       | PPM                                       | 799  |   | réélu         |
| Kisito Teilemb         |       | UPM                                       | 743  |   | élu           |
| Eta Rory               |       | Famille d'abord                           | 730  |   | élue          |
| Paul Telukluk          |       | N-A                                       | 644  |   | réélu         |
| Don Ken                |       | sans étiquette                            | 622  |   | élu           |
| Sato Kilman            |       | PPP                                       | 606  |   | réélu         |
| Donna Browny           |       | Parti républicain                         | 480  |   | réélu         |
| Pierre-Chanel Worwor   |       | Parti républicain                         | 478  |   |               |
| Charlie Rokrok         |       | PNU                                       | 474  |   | sortant battu |
| Vital Tsiabon          |       | Famille d'abord                           | 468  |   |               |
| Simeon Ennis           |       | Verts                                     | 427  |   |               |
| Shetric Setrack        |       | PNU                                       | 416  |   |               |
| Carl Patunvanu         |       | sans étiquette                            | 403  |   |               |
| Alick Masing           |       | PPP                                       | 358  |   |               |
| Norbert Ngpan          |       | Verts                                     | 345  |   |               |
| Alpi Baleng            |       | sans étiquette                            | 342  |   |               |
| John Kith              |       | PNU                                       | 323  |   |               |
| Tony Ata               |       | VP                                        | 322  |   |               |
| Sam Mahit              |       | PPP                                       | 317  |   |               |
| Daniel Kute            |       | sans étiquette                            | 308  |   |               |
| Tom Andrew Nat-Naour   |       | sans étiquette                            | 294  |   |               |
| Johnety Jerety         |       | UPM                                       | 274  |   |               |
| Jacob Thyna            |       | PFM                                       | 270  |   |               |
| Jacob Frank            |       | VP                                        | 262  |   |               |
| Kalsay Kalmasay        |       | ACN                                       | 251  |   |               |
| William Veremaito      |       | PPM                                       | 246  |   |               |
| Gaston Muluane         |       | N-A                                       | 232  |   |               |
| Paolo Lawac            |       | N-A                                       | 223  |   |               |
| Janeck Patunvanu       |       | PNV                                       | 220  |   |               |
| Willie Mark            |       | sans étiquette                            | 204  |   |               |
| Jimmy Daniel Aptvanu   |       | sans étiquette                            | 158  |   |               |
| Fred William Tasso     |       | Parti travailliste                        | 147  |   |               |
| Johnalsin Buktan       |       | sans étiquette                            | 143  |   |               |
| Obediah Kensi          |       | VP                                        | 142  |   |               |
| Timothy Maltock        |       | sans étiquette                            | 137  |   |               |
| Pechoux Meltetamat     |       | Parti pour la protection de la démocratie | 126  |   |               |
| Marie Pascale Meleoune |       | sans étiquette                            | 100  |   |               |
| Willie Apia Masing     |       | sans étiquette                            | 89   |   |               |
| Ronnie Jacobus         |       | Alliance mélanésienne                     | 69   |   |               |
| John Ammil             |       | sans étiquette                            | 68   |   |               |
| Zilo Bong Fanteng      |       | sans étiquette                            | 62   |   |               |
| Raymond Atin           |       | sans étiquette                            | 59   |   |               |
| Albert Muna            |       | sans étiquette                            | 51   |   |               |
| David Willion          |       | Parti pour la protection de la démocratie | 51   |   |               |
| Raoul Nemtenmal        |       | Nagriamel                                 | 30   |   |               |
| Olivier Fidelio        |       | Mouvement des chefs                       | 29   |   |               |
| Lenneth Enbue          |       | Front de libération uni                   | 7    |   |               |

Malo / Aore : 1 député
| Candidat            | Parti | Parti               | Voix | % | Résultat      |
| ------------------- | ----- | ------------------- | ---- | - | ------------- |
|                     |       |                     |      |   |               |
| Havo Molisale (en)  |       | Nagriamel           | 546  |   | élu           |
| Nikenike Vurebaravu |       | VP                  | 541  |   |               |
| Josias Moli         |       | Parti républicain   | 410  |   | sortant battu |
| Sano Albea          |       | sans étiquette      | 338  |   |               |
| Vula Livo           |       | UPM                 | 330  |   |               |
| Juliet Sumbe        |       | Mouvement des chefs | 87   |   |               |
| Mele Ravo           |       | N-A                 | 79   |   |               |

Paama : 1 député
| Candidat         | Parti | Parti          | Voix | % | Résultat      |
| ---------------- | ----- | -------------- | ---- | - | ------------- |
|                  |       |                |      |   |               |
| David Areasuv    |       | PPP            | 338  |   | élu           |
| Sam Avok         |       | VP             | 287  |   | sortant battu |
| Demis Lago       |       | PPM            | 89   |   |               |
| Tom Bethuel Mail |       | PNU            | 64   |   |               |
| Tomat Alibet     |       | UPM            | 44   |   |               |
| Mahitatan Avock  |       | sans étiquette | 1    |   |               |
| Gideon Mael      |       | Verts          | 0    |   |               |

Pentecôte : 4 députés
| Candidat         | Parti | Parti                                                | Voix  | % | Résultat      |
| ---------------- | ----- | ---------------------------------------------------- | ----- | - | ------------- |
|                  |       |                                                      |       |   |               |
| Charlot Salwai   |       | UPM                                                  | 1 023 |   | réélu         |
| Ham Lini         |       | PNU                                                  | 726   |   | réélu         |
| David Tosul      |       | PNU                                                  | 569   |   | réélu         |
| Bruce Asal       |       | UPM                                                  | 560   |   | élu           |
| Tony Nari        |       | VP                                                   | 445   |   |               |
| Godfrey Buleuru  |       | PNU                                                  | 443   |   |               |
| Gildas Tabianga  |       | PNU                                                  | 442   |   |               |
| Noël Tamata      |       | PPP                                                  | 313   |   | sortant battu |
| Ezekiel Bule     |       | Parti travailliste                                   | 260   |   |               |
| Lazare Asal      |       | Parti républicain                                    | 236   |   |               |
| David Huri       |       | sans étiquette                                       | 231   |   |               |
| Hilario Rebu     |       | Nagriamel                                            | 223   |   |               |
| Norbert Sumsum   |       | Parti pour la protection de la démocratie            | 220   |   |               |
| Silas Aru        |       | sans étiquette                                       | 217   |   |               |
| Joseph Tariodo   |       | Verts                                                | 217   |   |               |
| Mark Danol       |       | sans étiquette                                       | 194   |   |               |
| Silvester Bulesa |       | sans étiquette                                       | 187   |   |               |
| Telkon Bebe      |       | PAP                                                  | 143   |   |               |
| Joseph Tabirap   |       | sans étiquette                                       | 123   |   |               |
| Gratien Molsoul  |       | Mouvement des chefs                                  | 115   |   |               |
| Luc Siba         |       | Parti chrétien                                       | 75    |   |               |
| Witnol Bule      |       | ACN                                                  | 51    |   |               |
| Jonathan Siro    |       | sans étiquette                                       | 46    |   |               |
| Edward Rau       |       | Mouvement de rassemblement de l'union pour le peuple | 45    |   |               |
| Winston Tabi     |       | sans étiquette                                       | 14    |   |               |
| Joram Tugu       |       | Parti pour la protection de la démocratie            | 10    |   |               |

Port-Vila : 6 députés
| Candidat             | Parti | Parti                                                  | Voix  | % | Résultat      |
| -------------------- | ----- | ------------------------------------------------------ | ----- | - | ------------- |
|                      |       |                                                        |       |   |               |
| Ralph Regenvanu      |       | sans étiquette                                         | 1 710 |   | élu           |
| Moana Carcasses      |       | Verts                                                  | 1 086 |   | réélu         |
| Edward Natapei       |       | VP                                                     | 929   |   | réélu         |
| Maxime Carlot Korman |       | Parti républicain                                      | 846   |   | réélu         |
| Abel David           |       | Alliance des Bergers                                   | 829   |   | élu           |
| Patrick Crowby       |       | PNU                                                    | 787   |   | élu           |
| Éphraïm Kalsakau     |       | Parti travailliste                                     | 774   |   |               |
| Avock Paul Hungai    |       | VP                                                     | 661   |   |               |
| Willie Jimmy         |       | PNU                                                    | 616   |   | sortant battu |
| Pierre Tore          |       | sans étiquette                                         | 559   |   | sortant battu |
| Tanarango Solo       |       | ACN                                                    | 549   |   |               |
| Ambrosio Melteres    |       | UPM                                                    | 467   |   |               |
| Henri Taga Tarikarea |       | UPM                                                    | 467   |   | sortant battu |
| Isabelle Bani        |       | Famille d'abord                                        | 337   |   |               |
| Hilaire Bule         |       | sans étiquette                                         | 338   |   |               |
| Georgio Calo         |       | UPM                                                    | 312   |   |               |
| Daniel Ronnie        |       | sans étiquette                                         | 305   |   |               |
| Dinh Van Than        |       | PNV                                                    | 298   |   |               |
| Taripoa Kalfabun     |       | PPM                                                    | 297   |   |               |
| Silas Hakwa          |       | PAP                                                    | 256   |   |               |
| Taiwia Nato          |       | PPM                                                    | 250   |   |               |
| John Tarinuamata     |       | Mouvement de rassemblement de l'union pour le peuple   | 241   |   |               |
| Henry Maximo         |       | PPP                                                    | 222   |   |               |
| Christophe Léyé      |       | sans étiquette                                         | 218   |   |               |
| Bob Kuao             |       | Mouvement de rassemblement de l'union pour le peuple   | 213   |   |               |
| Moses Stevens        |       | Parti chrétien                                         | 198   |   |               |
| Jay Ngwele           |       | sans étiquette                                         | 195   |   |               |
| Robinson Rono        |       | sans étiquette                                         | 193   |   |               |
| Michael Kalsakau     |       | sans étiquette                                         | 178   |   |               |
| Malachai Sakou       |       | sans étiquette                                         | 162   |   |               |
| Mike Bakeoliu        |       | sans étiquette                                         | 152   |   |               |
| Ann Karie            |       | sans étiquette                                         | 148   |   |               |
| Iokai Albert         |       | sans étiquette                                         | 147   |   |               |
| Marco Herrominly     |       | Mouvement des chefs                                    | 101   |   |               |
| Tety Cyrus           |       | sans étiquette                                         | 99    |   |               |
| Toara Daniel Kokona  |       | sans étiquette                                         | 78    |   |               |
| Abie Jack Marikembo  |       | Union du Mouvement démocrate pour la Vie et la Coutume | 78    |   |               |
| Nibtik Markson       |       | Alliance des Bergers                                   | 78    |   |               |
| Cyriaque Melep       |       | Nagriamel                                              | 76    |   |               |
| Keinoho Hosea        |       | Parti pour la protection de la démocratie              | 51    |   |               |
| Jimmy Andeng         |       | Mouvement coutumier tomburin                           | 43    |   |               |
| Linda Kalpoi         |       | Mouvement des chefs                                    | 34    |   |               |
| Willie Kasso         |       | Mouvement de rassemblement de l'union pour le peuple   | 33    |   |               |
| Wendy Himford        |       | Parti chrétien démocrate                               | 32    |   |               |
| Tom Kasso            |       | Mouvement de rassemblement de l'union pour le peuple   | 31    |   |               |
| Paul Bila            |       | Parti pour la protection de la démocratie              | 28    |   |               |
| Harry Collins        |       | sans étiquette                                         | 23    |   |               |
| Hendon Kalsakau      |       | Parti pour la protection de la démocratie              | 16    |   |               |
| Joe Nocklam          |       | Union du Mouvement démocrate pour la Vie et la Coutume | 16    |   |               |
| Rezel Samana         |       | sans étiquette                                         | 16    |   |               |
| Manina Packete       |       | Mouvement des chefs                                    | 14    |   |               |

Santo : 7 députés
| Candidat            | Parti | Parti               | Voix  | % | Résultat      |
| ------------------- | ----- | ------------------- | ----- | - | ------------- |
|                     |       |                     |       |   |               |
| Samson Samsen       |       | Parti républicain   | 1 159 |   | élu           |
| Serge Vohor         |       | UPM                 | 946   |   | réélu         |
| Solomon Lorin       |       | UPM                 | 888   |   | élu           |
| Jean Ravou          |       | ARVP                | 837   |   | élu           |
| Marcellino Pipite   |       | Parti républicain   | 659   |   | réélu         |
| Voiasusu Tae        |       | UPM                 | 589   |   | élu           |
| Sela Molisa         |       | VP                  | 548   |   | réélu         |
| Christian Maliu     |       | UPM                 | 529   |   |               |
| John Lum            |       | Nagriamel           | 517   |   | sortant battu |
| Philip Andikar      |       | sans étiquette      | 498   |   | sortant battu |
| Shem Kalo           |       | sans étiquette      | 495   |   |               |
| Moliare Vatout      |       | sans étiquette      | 495   |   |               |
| John Tari Molibaraf |       | PNU                 | 492   |   |               |
| Sandy Iavcuth       |       | PNU                 | 462   |   | sortant battu |
| Warssal Leon Katty  |       | Nagriamel           | 462   |   |               |
| Livo Salerua        |       | VP                  | 456   |   |               |
| Vanua Mele          |       | Parti libéral       | 391   |   |               |
| Akisina Maliu       |       | sans étiquette      | 308   |   |               |
| Loy Saul            |       | Mouvement des chefs | 294   |   |               |
| Andiron Farfar      |       | sans étiquette      | 254   |   |               |
| Varucu Paialoloso   |       | Mouvement des chefs | 245   |   |               |
| John Noel           |       | sans étiquette      | 239   |   |               |
| Norman Kandy        |       | PNU                 | 238   |   |               |
| Nakato Stevens      |       | Nagriamel           | 232   |   |               |
| Tavi Mele           |       | sans étiquette      | 217   |   |               |
| Moses Wyne          |       | PNU                 | 199   |   |               |
| Allan Pama          |       | sans étiquette      | 167   |   |               |
| Raja Lui            |       | Verts               | 152   |   |               |
| Ninisia Karaivatu   |       | PPM                 | 151   |   |               |
| Mara William Reur   |       | Famille d'abord     | 95    |   |               |
| Lestar James        |       | PAP                 | 56    |   |               |
| John Walker Rii     |       | PAP                 | 44    |   |               |
| Tining Jackson      |       | Mouvement des chefs | 39    |   |               |
| Jimmy Imbert        |       | sans étiquette      | 14    |   |               |

Cette page sera complétée progressivement.